# Второй акт
«Второй акт» (фр. Le Deuxième Acte) — французская комедия 2024 года режиссёра Квентина Дюпье. В фильме снимались Леа Сейду, Венсан Линдон, Луи Гаррель и Рафаэль Кенар.
Мировая премьера фильма состоялась 14 мая 2024 года в качестве фильма открытия Каннского кинофестиваля 2024 года, и в тот же день фильм вышел в прокат во Франции.

## Сюжет
Флоранс хочет познакомить Давида, в которого она безумно влюблена, со своим отцом Гийомом. Но Давиду не нравится Флоранс, и он хочет избавиться от неё, бросив в объятия своего друга Вилли. Четверо героев встречаются в ресторане в сельской глуши.

## В ролях
- Леа Сейду — Флоранс
- Венсан Линдон — Гийом
- Луи Гаррель — Давид
- Рафаэль Кенар — Вилли
- Мануэль Гийо

## Производство и премьера
В январе 2024 года Леа Сейду в интервью Télérama рассказала, что недавно завершила двухнедельные съёмки в новом фильме Квентина Дюпье, который тогда назывался À notre beau métier («За нашу прекрасную профессию») и в котором также снялись Венсан Линдон, Луи Гаррель и Рафаэль Кенар. Сейду прочитала сценарий за один присест и быстро согласилась на роль из восхищения Дюпье, которого она назвала «экстраординарным режиссёром», чей стиль юмора «скрывает все большую социальную глубину, через несовершенных и неуклюжих персонажей». Она описала фильм как mise en abyme об «актёрах, которые играют в паршивом фильме» и сталкиваются со своими персонажами и репликами, а также как «сумасшедший» и «очень, очень смешной».
Съемки фильма проходили полностью в департаменте Дордонь, в регионе От-Перигор-Нуар, с 4 декабря по 22 декабря 2023 года. Съемки проходили в основном на аэродроме Кондат-сюр-Везер, небольшом частном аэродроме, который до сих пор функционирует. Существующее здание аэродрома, бывший ресторан, который уже давно используется для проведения свадеб, было переоборудовано в течение месяца. Посадочная полоса аэродрома была замаскирована, чтобы придать ей вид затерянного шоссе. Тьерри Бордес из Ciné Passion en Périgord, ассоциации, которая поддерживает кинопроизводство в Дордони, утверждает, что Дюпье сделал во «Втором акте» «самый длинный кадр в истории кино».
Производство фильма держалось в полном секрете от начала до конца. Владелец аэродрома Ролан Буасьер назвал производство «величайшей тайной» и даже не знал, что Винсент Линдон приехал сниматься на его территории. Хьюго Селиньяк продюсировал фильм через свою компанию Chi-Fou-Mi Productions.
Фильм «Второй акт» был выбран фильмом открытия 77-го Каннского кинофестиваля, где 14 мая 2024 года состоялась его мировая внеконкурсная премьера. В тот же день фильм был выпущен в прокат во Франции компанией Diaphana Distribution.